# Pähksaar
Pähksaar är en ö i Estland.   Den ligger i landskapet Tartumaa, i den södra delen av landet, 170 km sydost om huvudstaden Tallinn. Pähksaar ligger i sjön Võrtsjärv.